# Jonathan Williams (militaire)
Pour les articles homonymes, voir Jonathan Williams.
Jonathan Williams (20 mai 1750 - 16 mai 1815) est un homme d'affaires, militaire, homme politique et écrivain américain. Il a été l'officier commandant le Corps du génie de l'Armée des États-Unis, a été le premier surintendant de l'Académie militaire de West Point et a été élu au Congrès des États-Unis.

## Biographie

### Jeunesse
Jonathan Williams est né à Boston dans la province de Massachusetts Bay et a fréquenté l'Université de Harvard. Petit-neveu de Benjamin Franklin, il épouse en 1779 Marianne Alexander, une Écossaise, fille de William Alexander, lui-même ami de Benjamin Franklin.

### Séjour en France
Il passe la majeure partie de la période de 1770 à 1785 en Angleterre et en France. En janvier 1777, âgé de 26 ans, sur la suggestion de Silas Deane, Jonathan Williams se rend à Nantes pour surveiller de près Thomas Morris, qui vient de prendre le poste d'agent commercial. Comme Deane signe à Paris, le 6 août 1777, avec de Montieu un accord de fournitures diverses et quatre millions de pierres à fusil à destination des insurgés américains, il est chargé d'inspecter les cargaisons de munitions, d'uniformes et d'hommes, ce qui l'amène à louer des locaux et à embaucher du personnel. Il doit aussi « rassembler des informations sur tous les sujets qui touchent aux intérêts américains ». Beaucoup de gens voulaient faire affaire avec les Américains mais Williams décide de s'appuyer principalement sur Jean Peltier Dudoyer, un armateur local. La France n'étant pas officiellement en guerre, les Américains demandent à Peltier Dudoyer de construire un navire qui, une fois au large, deviendrait un corsaire. C'était le Lion nommé plus tard Deane . Mais l'ambiance était détestable, tous les Français débarquèrent rapidement, dont Nicolas Baudin. Jonathan Williams a servi d'arbitre et a signé un certificat libérant Peltier Dudoyer.
À la mort de Morris, William Lee est envoyé en France pour examiner et clore les comptes et procéder au remplacement de Morris. En attendant une décision du Congrès, Jonathan Williams est resté en fonction. Ce fut le début de divers problèmes avec la famille Lee, qui comportait 4 frères et un neveu. . . De plus, Deane rentra aux États-Unis et fut remplacé par John Adams, qui ne parlait pas français et a commencé à poser des questions sur la gestion de Williams.
La revente du Drake, saisi par John Paul Jones, provoqua des difficultés : J. Williams revendit le navire à Schweighauser, un armateur nantais, tandis que le capitaine américain NcNeil voulait le racheter. Finalement, après un accord, le Drake fut revendu à Peltier Dudoyer le 20 novembre 1778.
Le différend entre J. Williams et la famille Lee, fut réglé par un duel à Lorient, le 18 juin 1779. Ce jour-là, Williams, prétendument ivre, a insulté Thomas Lee, le neveu de William Lee. Ils se sont rencontrés dans une pièce, se sont tiré dessus et, heureusement, se sont tous les deux manqués.

### Activités aux États-Unis
De retour aux États-Unis, Jonathan Williams rejoint l'American Philosophical Society en 1787 et publie des articles sur des sujets scientifiques.
Le président John Adams nomma Williams major dans le corps des artilleurs et ingénieurs en février 1801. Le président Thomas Jefferson le nomma inspecteur des fortifications de l'armée et l'affecta au poste de premier surintendant de West Point en décembre 1801. L'année suivante, Jefferson l'a également nommé pour commander simultanément le Corps d'ingénieurs séparé établi par la loi sur l'établissement de la paix militaire et le Congrès et signé par Jefferson le 16 mars 1802. Il a quitté (sans en démissionner) son poste de surintendant en 1803 mais y a été renommé en 1805.
En 1802, l'investisseur Richard Woodhull acheta 13 acres (52 609,13346 m2) au nord de Brooklyn et a nommé la zone Williamsburgh (plus tard changée en Williamsburg ), d'après Williams, qui a arpenté et  métré le terrain.
De 1807 à 1811, Williams a conçu et achevé la construction de Castle Williams (la batterie est) et de Castle Clinton (la batterie ouest) dans le port de New York. Castle Williams a été la première batterie casemate aux États-Unis. Il a fondé la Société américaine de philosophie militaire et lui a donné sa devise : « La science dans la guerre est la garantie de la paix ».
Il démissionne de l'armée en juillet 1812 parce que le secrétaire à la Guerre, William Eustis, refuse de lui confier le commandement de Castle Williams, une fortification qu'il a conçue et qui porte son nom. À cette époque, l'État de New York le chargea de la construction des fortifications de New York. Il retourne finalement à Philadelphie pour diriger un groupe d'ingénieurs volontaires construisant des fortifications autour de la ville. C'est là qu'il est élu au quatorzième Congrès des États-Unis en 1814, mais il décède de la goutte avant que le Congrès élu ne se réunisse.
Il a été initialement enterré au cimetière de Pine Street entre les 4e et 5e rues de Philadelphie puis a été réinhumé au cimetière de Laurel Hill en 1862.